# 色部昌長
色部 昌長（いろべ まさなが）は、戦国時代の武将。越後国の国人。岩船郡平林城主。

## 永正の乱
永正4年（1507年）、越後守護代・長尾為景が上杉定実を擁立し、越後守護・上杉房能に対し反旗を翻すと（永正の乱）、昌長ら揚北衆の多くは守護方に味方した。為景により房能が自刃に追い込まれて以降も昌長は本庄時長・竹俣清綱らと共に抗戦を続けた。
同じ揚北衆である中条藤資・築地資茂らが為景に属し色部氏らを攻撃してくると、昌長は平林城に籠城し、上杉顕定に救援を求めたが、為景に阻まれ、翌永正5年（1508年）に城は陥落、昌長は為景に降伏した。